# Porträtkopf eines Mannes (Ny Carlsberg Glyptotek 770)
Der Porträtkopf eines Mannes ist ein antikes römisches Kunstwerk in der Ny Carlsberg Glyptotek in Kopenhagen, Inventarnummer 770. Die unbekannte dargestellte Person lebte, wie die Haarmode zeigt, zur Zeit der Kaiser Vespasian und Titus. Robert Eisler identifizierte sie 1930 als den jüdisch-römischen Historiker Flavius Josephus. Eisler, Kulturhistoriker jüdischer Herkunft, wollte bei der dargestellten antiken Person „jüdische“ Augen, vor allem aber eine „unrömische“ Form der Nase erkannt haben.

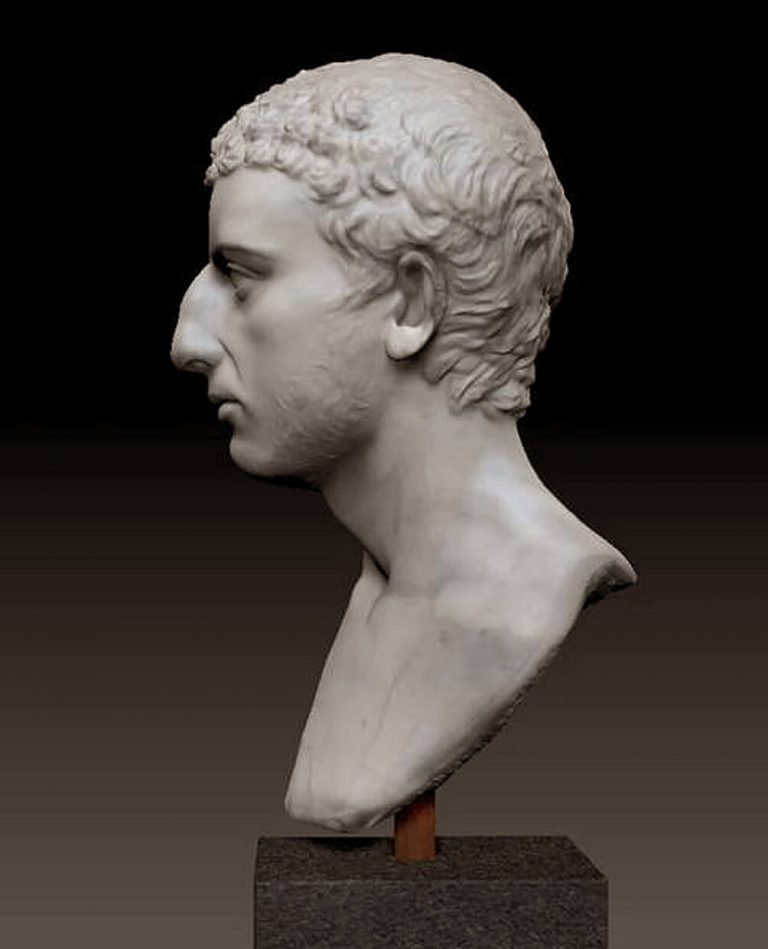
Porträtkopf eines Mannes (Ny Carlsberg Glyptotek, Kopenhagen)

## Beschreibung
Der Kopf ist 44 cm hoch; das Material ist weißer Marmor. Die dargestellte Person ist ein junger Mann, etwa in den Zwanzigern. Er hat kurzes lockiges Haar und einen Flaumbart. Die kleinen krausen Locken am Vorderkopf sind typisch für die Haartracht der frühen Flavierzeit. Sie ermöglichen die Datierung des Porträtkopfes ins 1. Jahrhundert n. Chr. Abgesehen von kleinen Beschädigungen im Bereich der Ohrmuscheln und der Haare am Vorderkopf ist der Porträtkopf außergewöhnlich gut erhalten. Eine Inschrift oder ein sonstiger Hinweis auf die Identität des Dargestellten findet sich nicht.

## Provenienz

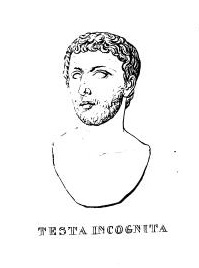
Erstveröffentlichung des Porträtkopfs (1832, damals in der Sammlung Borghese in Rom)

Fundort und Fundumstände des Porträtkopfs sind unbekannt. Er gehörte im frühen 19. Jahrhundert zur Sammlung der Familie Borghese in Rom. Der von Antonio Nibby verfasste Katalog bezeichnete das Werk 1832 als „unbekannten Kopf“; die darin enthaltene Tafel ist die früheste bekannte Abbildung dieses antiken Kunstwerks. 1882 widersprach Johann Jakob Bernoulli der Meinung, bei dem in der Villa Borghese im Zimmer des Hermaphroditen als Nr. 13 aufgestellten Porträtkopf handle es sich um eine Darstellung des Gnaeus Domitius Corbulo in dessen jungen Jahren: „Sehr zu Unrecht ist der Name [Corbulo] auch auf jugendliche Bildnisse von zufälliger Formenähnlichkeit übertragen worden, wie z. B. auf den vortrefflichen Kopf mit der höckerigen Nase in Villa Borghese …, der eher mit einem namenlosen im Vasenzimmer des Capitols Nr. 50 und einem farnesischen in Neapel zusammenzustellen ist.“
Ende des 19. Jahrhunderts interessierte sich Carl Jacobsen für die Antikensammlung der Familie Borghese. Jacobsen wurde in Rom durch den Klassischen Archäologen und Kunsthändler Wolfgang Helbig vertreten. Nachdem Marcantonio Borghese 1889 bereit war, einen Teil der Sammlung zu verkaufen, wurde über die Büste des Corbulo (wie sie trotz des Einspruchs von Bernoulli weiterhin hieß) verhandelt. Im Sommer 1890 gelangte sie aber zunächst in den Besitz von Agnese Boncompagni Ludovisi, geborene Borghese. Durch Vermittlung des Kunstsammlers Michel Tyszkiewicz erwarb Jacobsen 1891 von ihr die vermeintliche Corbulo-Büste. Sie befindet sich seither in der Carlsberg Glyptotek in Kopenhagen (seit 1897 Ny Carlsberg Glyptotek).

## Identifikationsversuche
Der von Jacobsen 1892 herausgegebene Sammlungskatalog verzichtete auf die Identifizierung des Dargestellten mit einer historischen Persönlichkeit und bezeichnete ihn nur als „Römer“. Er rühmte den hervorragenden Erhaltungszustand des Porträtkopfes. In schonungslosem Realismus werde insbesondere „die lange Nase in ihrer ganzen Hässlichkeit“ dargestellt. Damit fand eine Neubewertung statt, denn bis dahin war der Porträtkopf stets als „schön“ bezeichnet worden.
Frederik Poulsen vertrat in dem Museumskatalog von 1925 erstmals die von ihm seither wiederholte These, die dargestellte Person sei „sicher ein junger Jude“. Er stellte eine Ähnlichkeit mit dem sogenannten „Drusus von Pompeji“ im Archäologischen Nationalmuseum Neapel fest. Die halbnackte heroische Statue war 1821 im Macellum von Pompeji gefunden worden. Bernoulli hatte den hervorragend erhaltenen Kopf so beschrieben: „Die Scheitellinie ist hier gewölbt, unten hervortretend, oben flach, die Nase leicht gebogen und durch einen Einschnitt von der Stirn getrennt. In den Augen die Pupillen angegeben. Der Mund hat aufwärts gerichtete Winkel; auf Oberlippe, Kinn und Wangen ein leichter Flaumbart. Das Gesicht mager und nach unten zugespitzt, die Ohren abstehend. Die Haare fallen schlicht in die Stirn, haben jedoch oben und hinten einen welligen (nicht lockigen) Charakter … Der Ausdruck des Gesichts etwas trübe.“
Bevor die Büste aus Kopenhagen als Porträt eines Juden interpretiert wurde, konnte sie als schöner Kopf bezeichnet werden. Sobald sie jedoch als Darstellung eines Juden interpretiert wurde, wurde sie negativ beschrieben. Im Sommer 1929 besuchte der Kulturhistoriker Robert Eisler die Ny Carlsberg Glyptotek. 1929 erschien auch der erste Band seines Werkes Iesous basileus ou basileusas („Jesus: König, der nicht herrschte“). Eisler vertrat darin die Meinung, Jesus von Nazareth habe die Königsherrschaft in Judäa angestrebt und sei deshalb von den römischen Behörden hingerichtet worden. Sein politischer Anspruch, mit dem er scheiterte, sei im späteren Christentum gezielt unterdrückt und die Quellen entsprechend manipuliert worden. Dem Werk des Flavius Josephus kam in Eislers Argumentation große Bedeutung zu, damit auch der Persönlichkeit des antiken Historikers. Konnte man ihm eventuell sogar ins Gesicht sehen? Eine Notiz des spätantiken Kirchenvaters Eusebius von Caesarea schien eine Möglichkeit zu öffnen:

„Von den damaligen Juden genoß Josephus weitaus das größte Ansehen, und zwar nicht bloß bei seinen Landsleuten, sondern auch bei den Römern. Er wurde in Rom sogar durch Aufstellung einer Bildsäule geehrt, und die von ihm verfaßten Schriften wurden der Aufnahme in die Bibliothek gewürdigt.“

Eisler fragte in Iesous basileus ou basileusas, ob dieses Standbild des Josephus nicht im Schutt des kaiserzeitlichen Rom erhalten geblieben sein könnte und sich unerkannt in einer Privatsammlung befände. Dann stellte sich die Frage, wie man Josephus erkennen konnte, wenn eine Inschrift fehlte. Bei dem Besuch der Ny Carlsberg Glyptotek erregte der Porträtkopf Eislers Aufmerksamkeit; möglicherweise war ihm bereits bekannt, dass Poulsen ihn als Darstellung eines (namenlosen) Juden deutete. Eisler schlug vor, dass es sich um den Kopf der von Eusebius erwähnten Standfigur des Josephus handle. Er nutzte klassische antisemitische Stereotype, um den angeblich „jüdischen Typus“ (type juif) sowohl in der Physiognomie als auch im Charakter nachzuweisen:
- die unrömische Form der Nase,
- die traurigen, dabei aber unruhigen und wachsamen Augen,
- die lockigen Haare und nicht frisierten Schläfenlocken,[10]
- der etwas verdrossene Mund mit leicht hängender Unterlippe,
- der schüttere Bart,
- der „gemeine und heuchlerische Charakter“, der sich aus den Widersprüchen in Josephus’ Büchern ergebe.[11]

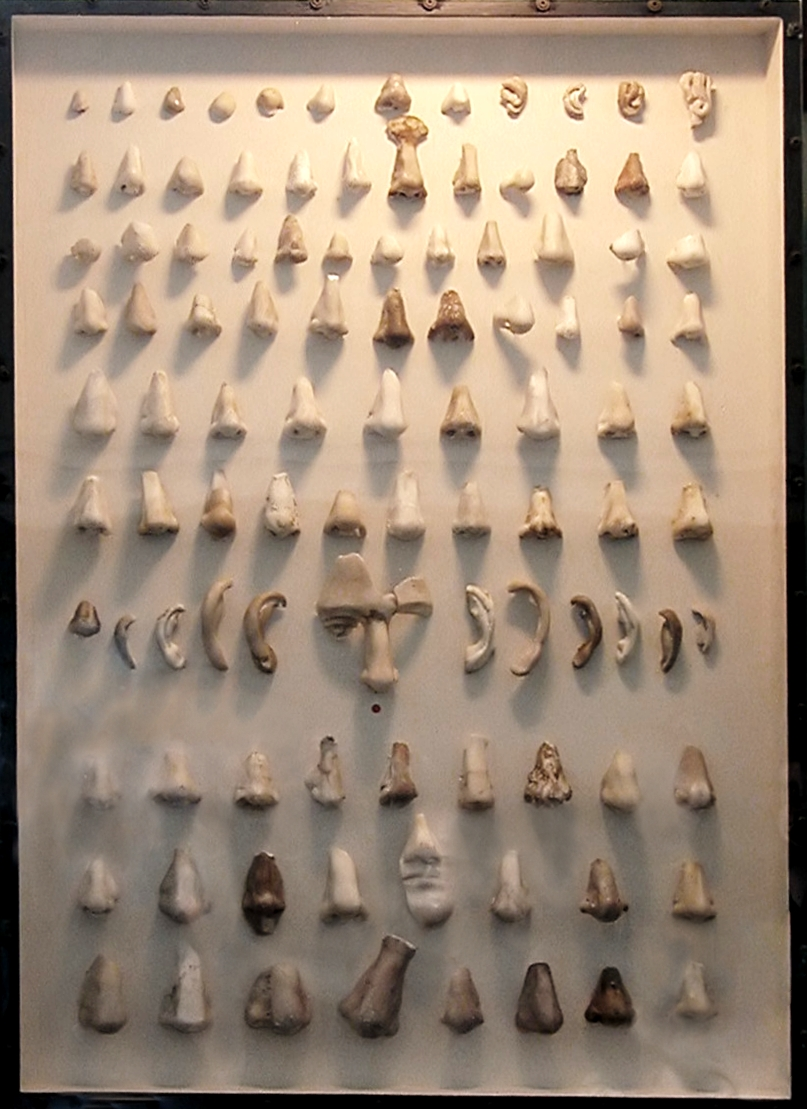
Nasothek (Ny Carlsberg Glyptotek)

Hatte Poulsen eine Ähnlichkeit des Kopenhagener Porträtkopfs mit dem „Drusus von Pompeji“ gesehen, so ging Eisler zwei Schritte weiter. Er erklärte die Statue in Neapel ebenfalls zur Darstellung eines Juden und identifizierte sie mit Agrippa, dem Sohn von Marcus Antonius Felix und Drusilla. Mutter und Sohn starben 79 beim Ausbruch des Vesuvs. Damit war eine Beziehung zu Pompeji gegeben. Eisler meinte, diese Statue entspreche dem „jüdischen Typ“ viel besser, weil die dargestellte Person dunkelhäutig gewesen sei und schwarze Haare gehabt habe. Die angeblich dunklere Hautfarbe von Juden spielte im rassistischen Diskurs des späten 19. Jahrhunderts eine wichtige Rolle; sie begründete Minderwertigkeit.
Kein körperliches Merkmal wurde von Antisemiten des 19. und frühen 20. Jahrhunderts so sehr betont wie die Form der Nase. Antijüdische Autoren der Antike, zum Beispiel Tacitus, erwähnen abgesehen von der Beschneidung keine körperlichen Besonderheiten von Juden. Jonathan P. Roth betont: „Im Gegensatz zu modernen europäischen Schriften über Juden, worin die äußere Erscheinung von Juden stets ausführlich behandelt wird, fehlt diese Thematik in der antiken Literatur völlig. Diese Tatsache wurde nicht immer gewürdigt, und die Folge war die Übertragung moderner Rassenvorstellungen in die Vergangenheit.“

## Rezeption

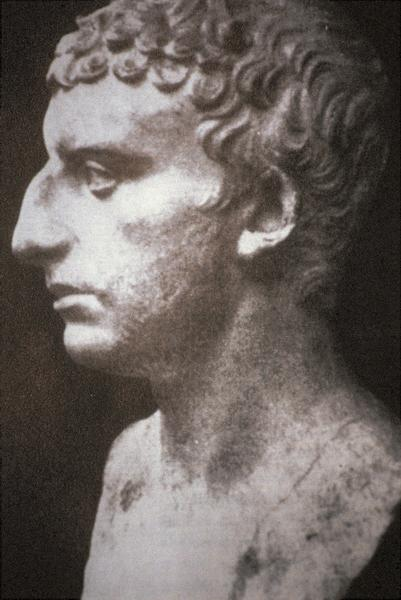
Der Kopenhagener Porträtkopf als Autorenporträt in einer Ausgabe von Josephus’ Jüdischem Krieg

Poulsen widersprach Eislers Identifikation des Dargestellten mit Josephus, und infolgedessen wurde der Porträtkopf in der Ny Carlsberg Glyptotek zu keiner Zeit so bezeichnet. Er schrieb 1939, dass er die Datierung der „Kopenhagener Judenbüste“ in die flavische Zeit teile, „und daher liesse sich die von Eisler vorgeschlagene Benennung des Bildnisses als Flavius Josephus chronologisch sehr wohl aufrechterhalten; sie ist aber doch bedenklich, da es sich um ein Porträt handelt, von dem wir … keine Repliken kennen.“
Die rassistischen Argumente für seine zwei identifizierten Bildnisse antiker Juden brachte Eisler in einem Beitrag der französischen Zeitschrift Aréthuse, wo sie kaum rezipiert wurden. Seine Identifikation der Statue in Neapel mit Agrippa interessierte wenig, da dieser junge Mann historisch unbedeutend geblieben war. Ganz anders war das bei Josephus, dessen Person und Werk seit Jahrhunderten stark beachtet wurden. Breitenwirkung erreichte Eisler damit, dass er dem zweiten Band von Iesous basileus ou basileusas 1930 ein Foto des angeblichen Kopenhagener Josephus-Kopfes beifügte, das dann auch in der englischen Übersetzung (The Messiah Jesus and John the Baptist, 1931) zu sehen war. Und Iesous basileus ou basileusas erregte mit den darin enthaltenen Außenseiterthesen zur Geschichte des Urchristentums und zum Werk des Josephus große Aufmerksamkeit.
Der Kopenhagener Porträtkopf wurde für verschiedene Werkausgaben des Josephus als Illustration übernommen, darunter für die Übersetzung der Antiquitates ins Neuhebräische (Abraham Schalit, 1944). Auch Robert Eisenmans weit verbreitetes und kontrovers diskutiertes Werk James the Brother of Jesus (1997) nutzte den vermeintlichen Josephus-Porträtkopf als Illustration, was dessen wissenschaftlich einhellig abgelehnter Interpretation im späten 20. Jahrhundert nochmal Schub gab. Steve Fine und René Bloch kritisieren die häufige Verwendung dieser Illustration in Onlinequellen, die sich mit Josephus befassen, zum Beispiel dem Josephus-Artikel in verschiedenen Sprachversionen der Wikipedia. Sie räumen aber ein, dass der vermeintliche Josephus-Porträtkopf auch im akademischen Kontext ungebrochen Verwendung findet, beispielsweise in Eilat Mazars 2000 veröffentlichtem Führer zu den Ausgrabungen am Tempelberg oder im Programm eines Kolloquiums Josephus zwischen Bibel und Mischna (2019) der Bar-Ilan-Universität.
Die Abguss-Sammlung Antiker Plastik der Freien Universität Berlin besitzt einen 1986 erworbenen Gipsabguss des Kopenhagener Porträtkopfes, der dort als „Josephus Flavius“-Büste bezeichnet wird (Inv. Nr. VIII 225 28/86 3305257).